# Vuelta de Chile
Vuelta Ciclista de Chile (pol. Wyścig Dookoła Chile) – wieloetapowy wyścig kolarski rozgrywany w Chile, w pierwszej połowie roku, ostatnio na przełomie stycznia i lutego. Od 2005 należy do cyklu UCI America Tour i jest zaliczany do kategorii 2.2.
Wyścig odbył się po raz pierwszy w 1976 i jest organizowany co roku (do 1995 startowali w nim kolarze-amatorzy). W latach 1993–1994 i 2007-2010 wyścig nie odbył się. Rekordzistą pod względem zwycięstw w klasyfikacji generalnej jest kolarz gospodarzy Marco Arriagada - trzy triumfy.

## Lista zwycięzców
| Rok  | Pierwsze                         | Drugie                  | Trzecie                          |          |
| ---- | -------------------------------- | ----------------------- | -------------------------------- | -------- |
| 1976 | Giovanni Fedrigo                 | Guido Van Calster       | Franco Preda                     |          |
| 1977 | Antonio Londoño                  | Luis Manrique           | Hernán Donneys                   |          |
| 1978 | Norberto Cáceres                 | José Patrocinio Jiménez | Alberto Minetti                  |          |
| 1979 | Alfonso Flórez                   | José Patrocinio Jiménez | Antonio Londoño                  |          |
| 1980 | Plinio Casas                     | Fernando Vera           | Sergio Aliste                    |          |
| 1981 | Marc Somers                      | Alexi Grewal            | Roberto Muñoz                    |          |
| 1982 | Julio Rubiano                    | Alexi Grewal            | José Patrocinio Jiménez          |          |
| 1983 | Roberto Muñoz                    | Miguel Droguett         | Steve Tilford                    |          |
| 1984 | Renan Ferraro                    | Antônio Silvestre       | Carlos Correa                    |          |
| 1985 | Federico Moreira                 | Fernando Vera           | Jaime Bretti                     |          |
| 1986 | José Dario Hernández             | Gabriel Roberto Sabbiao | Wanderley Magalhães Azevedo      |          |
| 1987 | Peter Tormen                     | Fabio Acevedo           | Carlos Neira                     |          |
| 1988 | Fernando Vera                    | Gustavo De los Santos   | Gilson Rangel                    |          |
| 1989 | Julio César Ortegón              | Édgar Humberto Ruiz     | Héctor Iván Palacio              |          |
| 1990 | Siergiej Suchoruczenkow          | Omar Trompa             | Henry Ortiz                      |          |
| 1991 | Pawieł Tonkow                    | Marco Milesi            | Marcelo Agüero                   |          |
| 1992 | Yuriy Surkov                     |                         |                                  |          |
| 1995 | Luis Ricardo Mesa                | Gustavo Figueredo       | Jamil Suaidem                    |          |
| 1996 | Christophe Moreau                | Félix García Casas      | Pascal Hervé                     |          |
| 1997 | Patrice Halgand                  | Félix García Casas      | Pascal Hervé                     |          |
| 1998 | José Ramón Uriarte               | Andriej Kiwilew         | Marcel Wüst                      |          |
| 1999 | Luis Fernando Sepúlveda          | Márcio May              | Luis Amarán                      |          |
| 2000 | Luis Fernando Sepúlveda          | Richard Rodríguez       | José Medina                      |          |
| 2001 | David Plaza                      | Andriej Sartasow        | Gonzalo Garrido                  |          |
| 2002 | Gonzalo Salas                    | Marcelo Agüero          | Edgardo Simón                    |          |
| 2003 | Marco Antonio Arriagada Quinchel | José Medina             | Jorge Giacinti                   |          |
| 2004 | Marco Antonio Arriagada Quinchel | José Medina             | Marcelo Arriagada                |          |
| 2005 | Edgardo Simón                    | Gonzalo Salas           | Marco Antonio Arriagada Quinchel |          |
| 2006 | Andriej Sartasow                 | Jorge Giacinti          | Luis Fernando Sepúlveda          |          |
| 2011 | Gonzalo Garrido                  | Sergio Godoy            | Vicente Muga                     |          |
| 2012 | Patricio Almonacid               | Félix Cárdenas          | Gonzalo Garrido                  |          |
| 2017 | Nicolás Paredes                  | Cristhian Montoya       | Efrén Santos                     |          |
| 2019 | Óscar Sevilla                    | Pablo Alarcón           | Fabio Duarte                     |          |
| 2023 | odwołany                         | odwołany                | odwołany                         | odwołany |